# Teofil Zegarski
Teofil Gracjan Zegarski (ur. 17 grudnia 1884 r. w Grabowie pod Starogardem Gdańskim, zm. 15 grudnia 1936 r. w Gdyni) – pedagog, doktor filozofii, filomata pomorski (ps. Kropidło), naczelnik Wydziału Szkolnictwa Powszechnego w Kuratorium Okręgu Szkolnego Pomorskiego w Toruniu (od 1921 do 1923 r.), kurator w Kuratorium Okręgu Szkolnego Poleskiego w Brześciu (od 1924 do 1925 r.), założyciel pierwszej w Gdyni szkoły średniej, nazywanej "Orlim Gniazdem".

## Życiorys
Studiował historię, filozofię, teologię i filologię germańską na uniwersytecie we Fryburgu Bryzgowijskim. Naukę zakończył 17 lutego 1909 r., uzyskawszy tytuł doktora filozofii na podstawie rozprawy Polen und das Basler Konzil. Wykładał w kolegium w Heidelbergu, po przyjeździe do Polski był nauczycielem a następnie kuratorem oświaty na Pomorzu. Do Gdyni przybył w 1927 roku, na początku roku szkolnego 1927/28 otworzył Prywatną Koedukacyjną Szkołę Powszechną i Gimnazjum w Gdyni. Początkowo uczęszczało do niej 60 uczniów w dwóch klasach: męskiej i żeńskiej, potem rozrosła się do 200 wychowanków. Pierwszą lokalizacją był nieistniejący obecnie mały budynek należący do klasztoru Sióstr Miłosierdzia pw. św. Wincentego a Paulo, zlokalizowanym przy Szpitalu Miejskim przy placu Kaszubskim. W następnym roku szkolnym placówka przeniosła się do nowo wybudowanego budynku kierowanej przez Jana Kamrowskiego szkoły powszechnej przy ul. 10 Lutego, popularnej później "jedynki". Później przejściowo siedzibą szkoły była willa "Promienna" na Kamiennej Górze. Ostateczną lokalizacją była działka przy ówczesnej Szosie Gdańskiej (dzisiejsza Aleja Zwycięstwa 194) o powierzchni 6000 m² w ówczesnym Orłowie Morskim, pozostającym poza granicami administracyjnymi Gdyni, odkupiona od ostatniego właściciela dóbr rycerskich w Kolibkach, Witolda Kukowskiego. Znajdowała się tu dawna gospoda Emila Milkego z Sopotu, zaadaptowana na potrzeby internatu dla 25 chłopców, obok wybudowano nowy budynek szkolny, w którym znajduje się obecnie Technikum Transportowe im. Teofila Zegarskiego.
Imieniem Teofila Zegarskiego nazwano jedną z ulic w Gdyni-Orłowie.